# Mea Angerer
Maria Elisabeth Adele „Mea“ Angerer (* 28. Juni 1905 in Wien; † 1978 in London) war eine österreichische Textilkünstlerin und Gebrauchsgrafikerin. Während des Studiums entwarf sie für die Wiener Werkstätte, ab 1928 lebte und arbeitete sie in Großbritannien.

## Leben und Werk
Angerer war die Tochter des Mediziners Franz Angerer. In den Jahren 1924 bis 1928 studierte sie an der Kunstgewerbeschule Wien in der Fachklasse Architektur bei Josef Hoffmann und Baukonstruktionslehre bei Josef Frank. Während ihres Studiums entwarf sie Stoffmuster für die Wiener Werkstätte (WW) sowie Plakate für die Kunstschau 1927. Von einer Zusammenarbeit mit dem Goldschmied Oskar Dietrich zeugen rund zwanzig Schmuckentwürfe.
Im Jahr 1928 reiste sie nach London. In Uxbridge bei Sanderson Fabrics war sie ab März 1928 die einzige Designerin, ab August 1928 wurde sie von einer Miss Thomas unterstützt. Sie entwarf Stoffmuster für die Firma Eton Rural Fabrics und blieb bis April 1929. Die endgültige Übersiedlung nach London erfolgte ebenso im Jahr 1929. In London arbeitete sie als Designerin für Textilien und Tapeten. Sie entwarf für die Firmen Donald Brothers Ltd., Warner & Sons, Shand Kydd Ltd. und weitere.
Ein Teilnachlass ihrer Arbeiten befindet sich im Museum für angewandte Kunst. Neben Stoff- und Tapetenmustern wurden Entwürfe für Schmuck und Gebrauchsgrafik in die Sammlung aufgenommen. Zur Grafik gehören unter anderem Plakate für British Railways, Postkarten, Collagen, Zeitungscover und mehr.

## Werke (Auswahl)
- vor 1926: WW-Stoff «Theba»[2]
- 1926: Einladung zu einem Gartenfest der Kunstgewerbeschule[3]
- 1926: WW-Stoff «Firmung»[4]
- 1926–28: Farbprobe «Ronda», «Sonja», «Hasard»[5]
- 1926–28: Stoffmuster «Hasard»[6][7]
- 1927: Farbprobe «Sonja»[8]
- 1927: Stoffmuster «Sonja»[9][10]
- 1927: Stoffmuster «Fregoli»[11][12]
- 1927: Stoffmuster «Mengo»[13][14]
- 1927: Stoffmuster «Rialto»[15][16][17]
- 1927: Stoffmuster «Delia»[18]
- um 1927: WW-Stoff «Birke»[19]
- um 1927: WW-Stoff[20]
- um 1927: WW-Stoff[21]
- um 1927: WW-Stoff[22]
- um 1927: WW-Stoff[23]
- um 1927: WW-Stoff[24]
- um 1927: WW-Stoff[25]
- um 1927: WW-Stoff[26]
- um 1927: WW-Stoff[27]
- um 1927: WW-Stoff[28]
- um 1927: WW-Stoff[29]
- um 1927: WW-Stoff[30]
- um 1927: WW-Stoff[31]
- um 1927: WW-Stoff[32]
- 1928: Stoffmuster «Lese»[33][34]
- vor 1929: Bettüberwurf «Rialto»[35]
- 1960er: «Metropolis», Möbelstoff[36]
- 1966/67: «Focus», Tapetenmuster[37][38]

## Ausstellungen
- 1927: Kunstschau, Österreichisches Museum für Kunst und Industrie[39]
- 1927/1928: Wiener Frauenkunst, Österreichisches Museum für Kunt und Industrie[39]
- 1971: The World of Art Deco, Minneapolis Institute of Arts[40]

Posthum
- 2021: „Die Frauen der Wiener Werkstätte.“ MAK – Museum für angewandte Kunst[41]

## Mitgliedschaften
- National Register of Designers[39]
- Wiener Frauenkunst[39]